# Jon Watts
Jonathan "Jon" Watts (Fountain, 28 giugno 1981) è un regista, sceneggiatore, produttore cinematografico e televisivo statunitense.

## Biografia
Nato e cresciuto a Fountain, Colorado, Watts ha studiato Film alla Tisch School of the Arts della New York University. Nel 2011 dirige alcuni episodi dello show satirico Onion News Network. Nel 2014 dirige il suo primo lungometraggio, Clown, seguito l'anno successivo da Cop Car. Nel 2014 Watts è stato nominato "Filmmaker in Residence" all'Atlanta Film Festival. Poi è entrato nel comitato consultivo per Trashwater, una associazione no-profit che introduce il sistema di filtraggio per l'acqua pulita negli altri paesi. Watts nel 2017 dirige Spider-Man: Homecoming, ossia il film reboot di Spider-Man prodotto dai Marvel Studios e dalla Sony Pictures, uscito il 7 luglio. Nel 2019 dirige il sequel Spider-Man: Far from Home. Nel 2020 viene confermato come regista di un film sui Fantastici Quattro e di un terzo film su Spider-Man, entrambi appartenenti alla Fase 4 del Marvel Cinematic Universe. Dopo aver completato la propria trilogia sull'Uomo Ragno, nella primavera 2022 Watts decide di rinunciare alla regia della pellicola sui Fantastici Quattro, adducendo come motivo il voler prendere una pausa dalla cinematografia supereroistica.

## Filmografia

### Regista

#### Lungometraggi
- Clown (2014)
- Cop Car (2015)
- Spider-Man: Homecoming (2017)
- Spider-Man: Far from Home (2019)
- Venom - La furia di Carnage (2021) - scena durante i titoli di coda (non accreditato)
- Spider-Man: No Way Home (2021)
- Wolfs - Lupi solitari (Wolfs) (2024)

#### Cortometraggi
- Peter's To-Do List (2019)

#### Televisione
- The Onion News Network - serie TV, 10 episodi (2011)
- The Old Man - serie TV 2 episodi (2022-2024)
- Star Wars: Skeleton Crew - serie TV, episodi 1x01-1x08 (2024)

### Sceneggiatore
- Clown (2014)
- Cop Car (2015)
- Spider-Man: Homecoming (2017)
- Wolfs - Lupi solitari (Wolfs) (2024)
- Star Wars: Skeleton Crew - serie TV, 6 episodi (2024)

### Produttore
- The Onion News Network - serie TV, 11 episodi (2011)
- Cop Car (2015)
- Wolfs - Lupi solitari (Wolfs) (2024)
- Final Destination Bloodlines (2025)

### Attore
- Creative Control, regia di Benjamin Dickinson (2015)
- The Great Buster, regia di Peter Bogdanovich (2018)